# 偽りの罪
『偽りの罪』（いつわりのつみ、原題：False Accusations）は、アメリカ合衆国のブルース・ミュージシャン、ロバート・クレイが1985年に発表した3作目のスタジオ・アルバム。

## 反響・評価
母国アメリカでは自身初のBillboard 200入りを果たし、最高141位を記録した。イギリスでは1985年10月12日付の全英アルバムチャートで68位となり、自身初の全英トップ100アルバムとなるが、翌週にはトップ100圏外に落ちた。
オランダでは1986年4月12日付のアルバム・チャートで初登場26位となり、翌週には最高25位を記録して、合計12週トップ100入りした。ニュージーランドでは1986年6月1日より4週連続でトップ50入りし、当時は最高36位となるが、1987年8月9日に再度トップ50入りして、8月23日付のチャートで最高17位を記録した。
Bill Dahlはオールミュージックにおいて5点満点中3点を付け「圧倒的とまでは言えないが、堅実なアルバム」と評している。また、ロバート・クリストガウは本作にAマイナスを付け「彼の歌声は力強く飾らないスタイルだが、ギターに関しては無駄がない。しかし、クレイがこの古臭いスタイルでメジャーなアーティストとなったのは、楽曲のおかげであり、特にプロデューサー陣が粋な曲を提供している」と評している。

## 収録曲
1. ポーチ・ライト - Porch Light (Dennis Walker) – 5:03
2. チェンジ・オブ・ハート - Change of Heart, Change of Mind (Robert Cray, Richard Cousins) – 3:46
3. シーズ・ゴーン - She's Gone (David Amy, R. Cray, Ozall Washington, Peter Boe) – 2:50
4. 汚れた遊戯 - Playin' in the Dirt (D. Amy, R. Cray) – 3:43
5. スリップト・ハー・マインド - I've Slipped Her Mind (D. Walker) – 5:13
6. 偽りの罪 - False Accusations (D. Walker, R. Cray, R. Cousins) – 3:55
7. ラスト・タイム（愛に燃えつきて） - The Last Time (I Get Burned Like This) (R. Cray) – 3:52
8. 愛の償い - Payin' for It Now (D. Amy, R. Cray) – 4:38
9. サニー - Sonny (D. Amy, D. Walker) – 4:46

## 参加ミュージシャン
ロバート・クレイ・バンド
- ロバート・クレイ - ボーカル、ギター
- ピーター・ボー - キーボード
- リチャード・カズンズ - ベース
- デヴィッド・オルソン - ドラムス

アディショナル・ミュージシャン
- デヴィッド・リ - パーカッション(on #1)、テナー・サクソフォーン、ホーン・アレンジ
- ノーラン・スミス - トランペット
- デイル・ウィルソン - セカンド・ギター(on #9)
- デニス・ウォーカー - セカンド・ベース(on #9)